# Reino Unido en los Juegos Olímpicos de Oslo 1952
El Reino Unido estuvo representado en los Juegos Olímpicos de Oslo 1952 por un total de 18 deportistas que compitieron en 3 deportes.  
El portador de la bandera en la ceremonia de apertura fue el patinador artístico John Nicks.

## Medallistas
El equipo olímpico británico obtuvo las siguientes medallas:
| Nombre            | Deporte            | Competición  |
| ----------------- | ------------------ | ------------ |
| Oro               |                    |              |
| Jeannette Altwegg | Patinaje artístico | Individual F |
| Plata             |                    |              |
| —                 |                    |              |
| Bronce            |                    |              |
| —                 |                    |              |